# Arado Ar E.654
Het Arado Ar E.654 was een project voor een jachtvliegtuig dat werd ontwikkeld door de Duitse vliegtuigontwerper Arado.
Het project stond bij Arado onder leiding van hun hoofdontwerper, Dipl-Ing Walter Blume. Men had als basis van het ontwerp de Ar 240 genomen. De romp was voor het grootste gedeelte gelijk aan die van de Ar 240, zowel extern als in constructie. De romp was alleen verbreed om zo ruimte te maken voor de twee motoren. Dit waren of Daimler-Benz DB 614 of DB 627 vloeistofgekoelde lijnmotoren. Deze werden naast elkaar in de romp geplaatst. De propellers werden via een gecompliceerde versnellingsbak en een groot aantal verbindingsassen met de motoren verbonden. De propellers bevonden zich aan een kleine gondel in de vleugelvoorrand. Men hoopte door deze opstelling voor een betere bescherming van de motoren te kunnen zorgen. Ook werd zo voorkomen dat men gebruik moest maken van de normale, grote motorgondels. Een nadeel was natuurlijk dat men nu gebruik moest maken van een ingewikkelde aandrijving die aan allerlei problemen werd blootgesteld en gevoelig was voor gevechtsschade.
De staartsectie was van een richtingsroer voorzien maar de hoogteroeren waren aan de bovenkant van het richtingsroer geplaatst. Het hoofdlandingsgestel was van twee wielen voorzien en werd achterwaarts in de gondels opgetrokken. Het staartwiel was ook intrekbaar uitgevoerd.
De bemanning bestond uit twee man, een piloot en een radio-operator / luchtschutter. Ze zaten rug aan rug in de cockpit die zich in de rompneus bevond. De bewapening bestond uit zes 30 mm MK103 kanonnen die in gondels in de romp, direct onder de motoren waren aangebracht. Verder waren er twee 13 mm MG131 machinegeweren in de op afstand bediende rug en buikkoepel. Deze werden vanuit de cockpit via een periscoop bediend.
Bij Junkers en Dornier had men al eerden geëxperimenteerd met deze vorm van motoropstelling en aandrijving voor de propellers. Hier had men echter gebruikgemaakt van korte assen. Er was echter nog geen ervaring opgedaan met de speciale versnellingsbak die was ontwikkeld voor dit project. De assen moesten het vermogen van de motoren goed overbrengen naar de propellers zonder dat er te veel vibraties in de assen zou optreden. Men was er echter niet van overtuigd dat de assen het vermogen van de motoren aan zouden kunnen en dat door de ingewikkelde constructie er veel vermogen verloren zou kunnen gaan voordat het de propellers had bereikt. Blume probeerde hiervoor nog een oplossing te vinden. Uit papieren die aan hem toebehoorden, bleek dat men de naam “Skorpion” voor het toestel in gedachten had. Dit is waarschijnlijk ingegeven door de hoge staartsectie.
Het Ar E.654 project werd, net als de Ar E.561, geannuleerd. Dit gebeurde door een gebrek aan materialen, de problemen met het aandrijfsysteem voor de propellers en uiteindelijk ook door een gebrek aan belangstelling van het RLM.